# The Moon is Rising
Chansons représentant la Lettonie au Concours Eurovision de la chanson
Still Breathing
(2020) Eat Your Salad
(2022)
Singles de Samanta Tīna
Tikai romāns
(2020)
Clip vidéo
[vidéo] « The Moon Is Rising », sur YouTube
The Moon is Rising (« La lune se lève ») est une chanson de la chanteuse lettone Samanta Tīna, sortie dans sa version actuelle le 13 mars 2021. Cette chanson représente la Lettonie lors du Concours Eurovision de la chanson 2021 qui prend place à Rotterdam, aux Pays-Bas.

## Concours Eurovision de la chanson 2021

### Sélection interne
À la suite de l'annulation du Concours Eurovision de la chanson 2020 à cause de la pandémie de Covid-19, le radiodifuseur letton LTV annonce en mai 2020 que Samanta Tīna sera à nouveau la représentante de la Lettonie pour l'édition suivante, en 2021.
La chanson est dévoilée le 12 mars 2021 lors d'une série de documentaires exceptionnelle sur LTV intitulé: Kā uzvarēt Eirovīzijā? Samantas Tīnas ceļš uz Roterdamu, afin d'être publié sur les plateformes de streaming dès le lendemain.

### À Rotterdam
Elle est intégralement interprétée en anglais, et non en letton, le choix de la langue étant libre depuis 1999.
Elle termine dernière de la deuxième demi-finale le 20 mai 2021 en finissant 17e avec un total de 14 points ne lui permettant pas de se qualifier pour la finale.